# Dlanggu (Deket)
Dlanggu is een bestuurslaag in het regentschap Lamongan van de provincie Oost-Java, Indonesië. Dlanggu telt 4741 inwoners (volkstelling 2010).